# Henri de Régnier
Henri-François-Joseph de Régnier (28 de dezembro de 1864 - 23 de maio de 1936) foi um poeta simbolista francês, considerado um dos mais importantes de França no início do século XX.

## Vida e obras
Henri de Régnier nasceu em Honfleur (Calvados) em 28 de dezembro de 1864 e estudou Direito em Paris. Em 1885, começou a contribuir para revistas parisienses e os seus versos foram publicados pela grande maioria dos jornais franceses e belgas que promoviam o simbolismo. Tendo começado como parnasiano, Régnier manteve a tradição clássica, embora tenha adotado algumas das inovações de Jean Moréas e Gustave Kahn. O seu estilo vagamente sugestivo revela influência de Stéphane Mallarmé, de quem foi discípulo.
O seu primeiro volume de poemas, Lendemains, foi publicado em 1885, e entre várias das suas obras posteriores contam-se Poèmes anciens et romanesques (1890), Les Jeux rustiques et divins (1890), Les Médailles d'argile (1900), La Cité des eaux (1903). Foi também autor de uma série de romances e contos realistas, entre os quais La Canne de jaspe (2ª ed., 1897), La Double maîtresse (5ª ed., 1900), Les Vacances d'un jeune homme sage (1903 ) e Les Amants singuliers (1905). Régnier casou-se com Marie de Heredia, filha do poeta José María de Heredia, ela mesma romancista e poetisa sob o pseudónimo de Gérard d'Houville .
Régnier foi um dos colaboradores do Le Visage de l'Italie, um livro de 1929 sobre a Itália prefaciado por Benito Mussolini.
Henri de Régnier morreu em 1936, aos 71 anos, e foi enterrado no Cemitério Père Lachaise em Paris.